# Torres Novas (Portugal)
Torres Novas [ˈtoʁɯʃ ˈnɔvɐʃ] ist eine Stadt in Portugal. Der historische Name der Region lautete Lisboa e Vale do Tejo.
2014 wurde in der Höhle Gruta da Aroeira im Kreis Torres Novas einer der ältesten menschlichen Knochen gefunden, der rund 400.000 Jahre alte Aroeira-3-Schädel.

## Geschichte

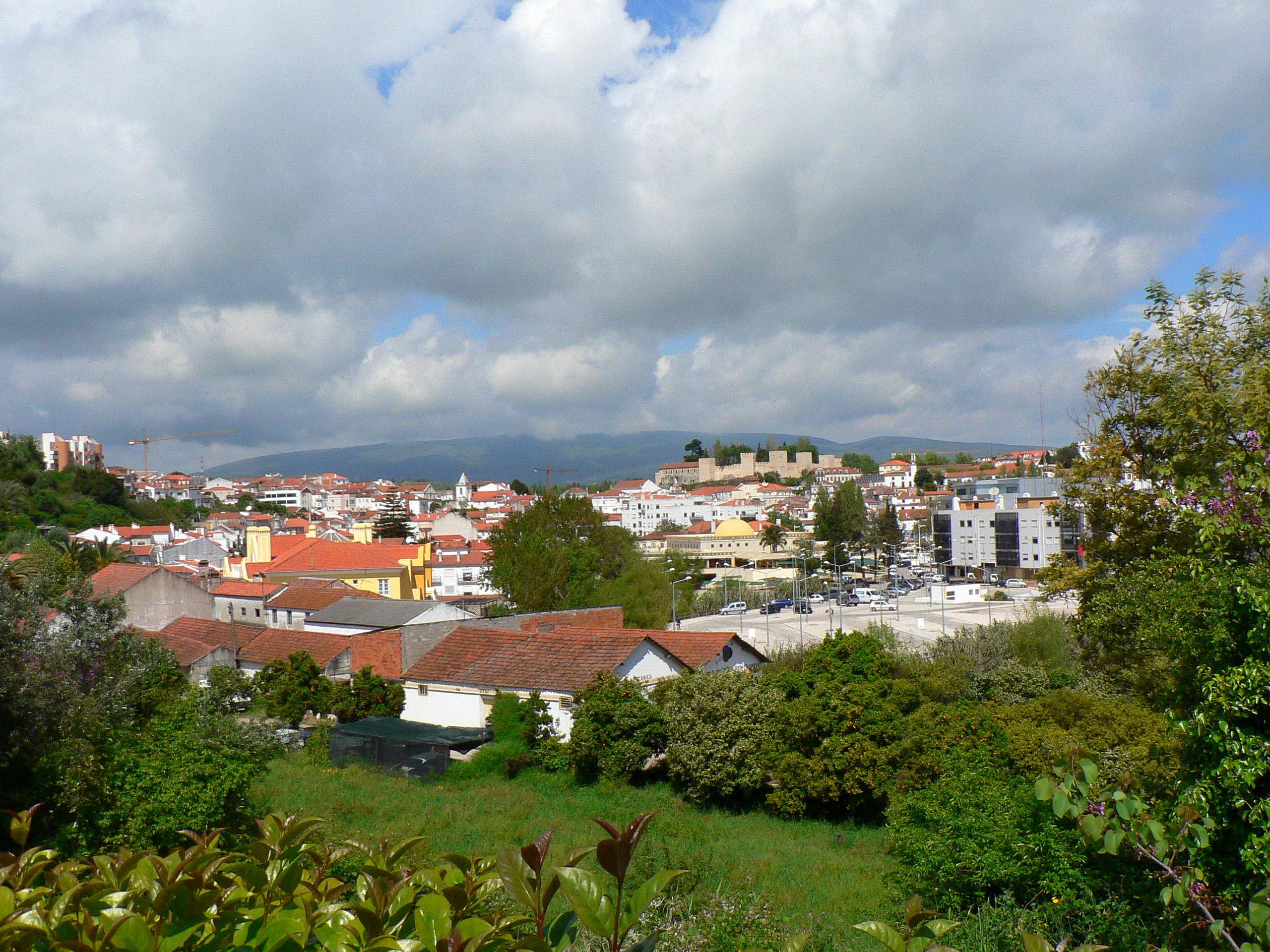
Sicht auf Torres Novas

Hier bestand eine kleine römische Ortschaft der Provinz Lusitania. So wurde mit der Vila Cardilium hier eine Villa ausgegraben.

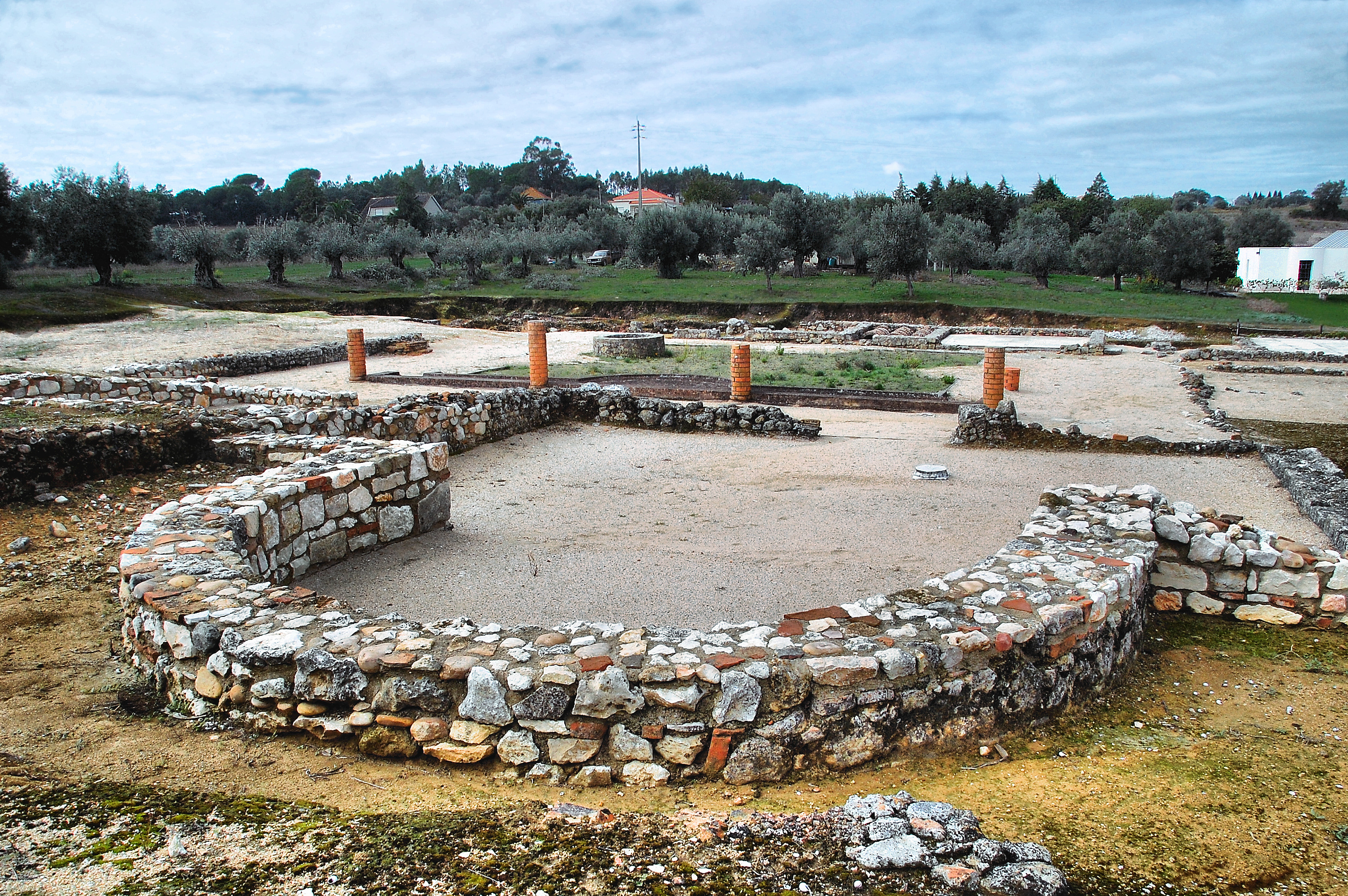
Die Ausgrabungsstätte der Vila Cardílio

Der heutige Ort entstand im Verlauf der christlichen Eroberungen von den Mauren, der Reconquista. Portugals erster König, D. Afonso Henriques eroberte das Gebiet erstmals 1148. Nach einer arabischen Rückeroberung nahm König D. Sancho I. das Gebiet endgültig für Portugal in Besitz, besiedelte den Ort neu, und gab ihm 1190 erste Stadtrechte. In späteren Epochen wurden zwei Mal königliche Ratsversammlungen (Cortes) hierher einberufen. Die erste fand 1438 statt, zur Beratung nach dem Tode König D. Duartes, und ein zweites Mal 1535, um den Heiratsvertrag zwischen Kaiser Karl V. und der portugiesischen Prinzessin Isabel auszuhandeln.
Im Verlauf des Miguelistenkrieges trafen 1834 die Bürgerkriegsparteien der Liberalen und der absolutistischen Miguelisten in Torres Novas aufeinander.
Am 14. August 1985 wurde die bisherige Kleinstadt (Vila) Torres Novas zur Stadt (Cidade) erhoben.

## Verwaltung

### Kreis Torres Novas
Torres Novas ist Verwaltungssitz eines gleichnamigen Kreises (Concelho) im Distrikt Santarém. Am 19. April 2021 hatte der Kreis 34.111 Einwohner auf einer Fläche von 270,0 km².
Die Nachbarkreise sind (im Uhrzeigersinn im Norden beginnend): Ourém, Tomar, Vila Nova da Barquinha, Entroncamento, Golegã, Santarém sowie Alcanena.
Die folgenden Gemeinden (Freguesias) liegen im Kreis Torres Novas:
Mit der Gebietsreform im September 2013 wurden mehrere Gemeinden zu neuen Gemeinden zusammengefasst, sodass sich die Zahl der Gemeinden von zuvor 17 auf zehn verringerte.

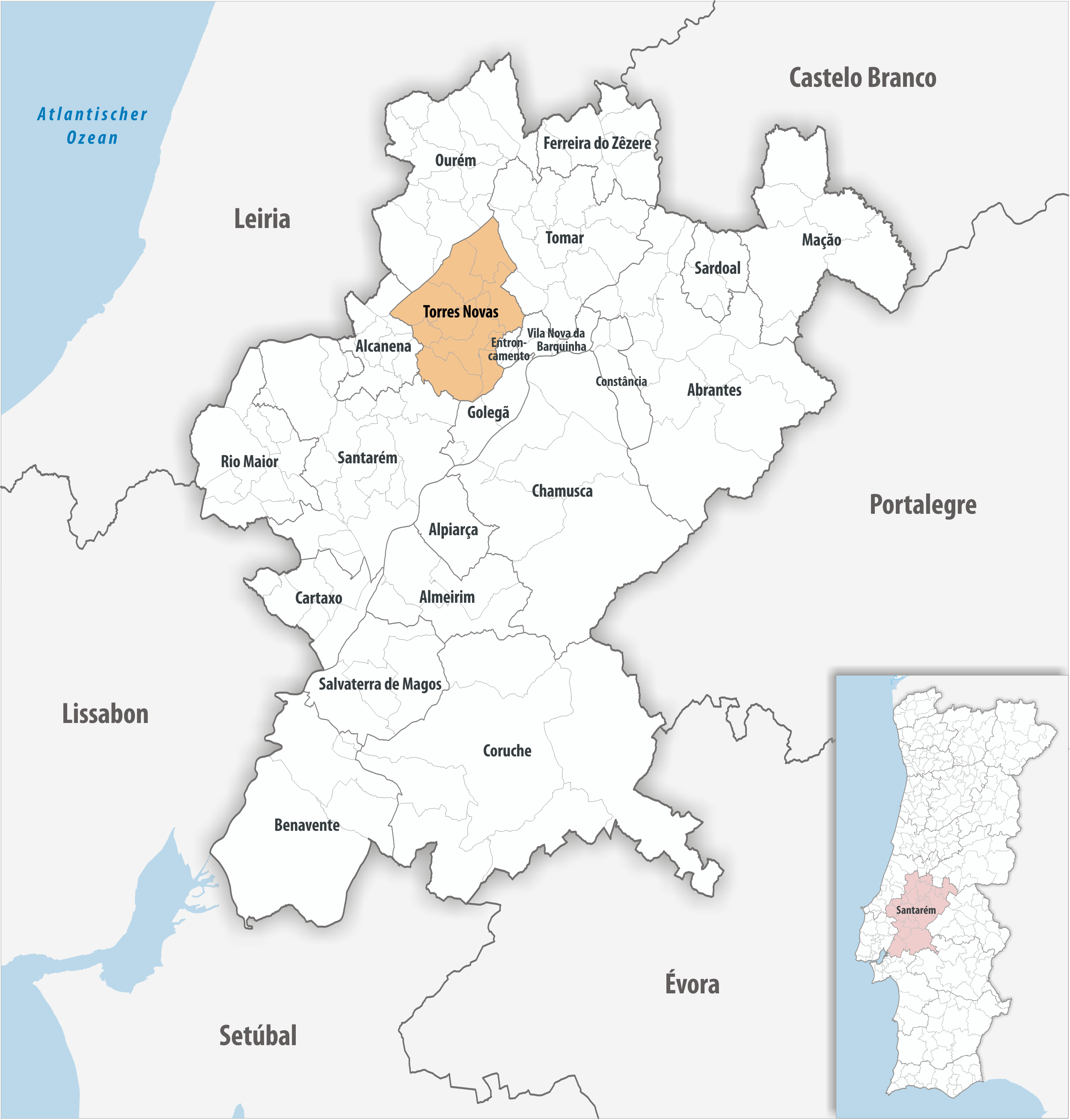
Kreis Torres Novas

| Gemeinde                                         | Einwohner (2021) | Fläche km² | Dichte Einw./km² | LAU- Code |
| ------------------------------------------------ | ---------------- | ---------- | ---------------- | --------- |
| Assentiz                                         | 2.600            | 32,82      | 79               | 141902    |
| Brogueira, Parceiros de Igreja e Alcorochel      | 2.602            | 42,07      | 62               | 141918    |
| Chancelaria                                      | 1.428            | 35,37      | 40               | 141904    |
| Meia Via                                         | 1.666            | 4,09       | 407              | 141917    |
| Olaia e Paço                                     | 2.021            | 29,58      | 68               | 141919    |
| Pedrógão                                         | 1.757            | 39,34      | 45               | 141909    |
| Riachos                                          | 4.990            | 14,57      | 342              | 141910    |
| Torres Novas (Santa Maria, Salvador e Santiago)  | 8.087            | 39,65      | 204              | 141920    |
| Torres Novas (São Pedro), Lapas e Ribeira Branca | 8.020            | 21,99      | 365              | 141921    |
| Zibreira                                         | 940              | 10,51      | 89               | 141916    |
| Kreis Torres Novas                               | 34.111           | 269,99     | 126              | 1419      |

### Bevölkerungsentwicklung
| Einwohnerzahl im Kreis Torres Novas (1801–2011) | Einwohnerzahl im Kreis Torres Novas (1801–2011) | Einwohnerzahl im Kreis Torres Novas (1801–2011) | Einwohnerzahl im Kreis Torres Novas (1801–2011) | Einwohnerzahl im Kreis Torres Novas (1801–2011) | Einwohnerzahl im Kreis Torres Novas (1801–2011) | Einwohnerzahl im Kreis Torres Novas (1801–2011) | Einwohnerzahl im Kreis Torres Novas (1801–2011) | Einwohnerzahl im Kreis Torres Novas (1801–2011) | Einwohnerzahl im Kreis Torres Novas (1801–2011) |
| ----------------------------------------------- | ----------------------------------------------- | ----------------------------------------------- | ----------------------------------------------- | ----------------------------------------------- | ----------------------------------------------- | ----------------------------------------------- | ----------------------------------------------- | ----------------------------------------------- | ----------------------------------------------- |
| 1801                                            | 1849                                            | 1900                                            | 1930                                            | 1960                                            | 1981                                            | 1991                                            | 2001                                            | 2011                                            | 2013                                            |
| 16.494                                          | 16.002                                          | 35.460                                          | 33.892                                          | 36.732                                          | 37.399                                          | 37.692                                          | 36.908                                          | 36.717                                          | 36.338                                          |

### Kommunaler Feiertag
- Christi Himmelfahrt

### Städtepartnerschaften
- Ribeira Grande, Kap Verde (seit 1997)[5]
- Manatuto, Osttimor (seit 2002)[6]
- Moreni, Rumänien (seit 2007)
- Rambouillet , Frankreich (seit 2010)[7]

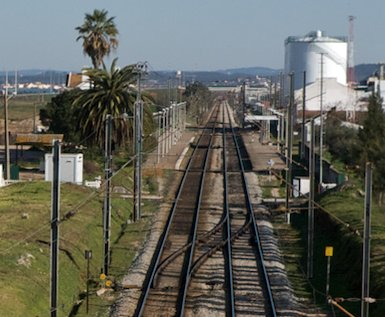
Blick auf den Bahnhof Riachos/Torres Novas/Golegã

## Verkehr
Der Ort liegt an der wichtigsten Eisenbahnverbindung des Landes, der Linha do Norte. Sein Bahnhof liegt etwas außerhalb, in der Gemeinde Riachos.
Das Autobahnkreuz der A1 mit der A23 trägt den Namen von Torres Novas, eine eigene direkte Abfahrt hat der Ort mit der Anschlussstelle Nr. 3 der A23.
Torres Novas ist in das landesweite Fernbusnetz der Rede Expressos eingebunden.

## Wirtschaft
Mit Renova ist eines der international bedeutendsten Unternehmen der Papierindustrie in Torres Novas ansässig.

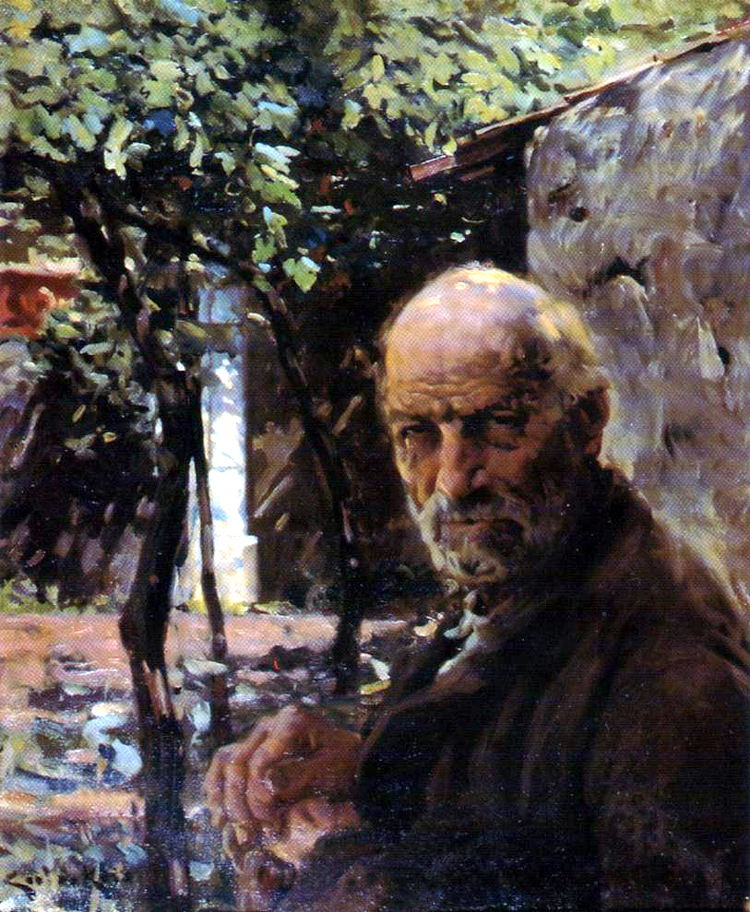
Carlos Reis

## Söhne und Töchter der Stadt
- Manuel de Figueiredo (1568–1622/30), Naturwissenschaftler
- Manuel Álvares (1580–1617), jesuitischer Missionar in Westafrika
- António César de Vasconcelos Correia (1797–1865), adliger Militär und Politiker
- Carlos Reis (1863–1940), Maler
- Manuel Mendes da Conceição Santos (1876–1955), Erzbischof von Évora
- Maria Lamas (1893–1983), Autorin, Übersetzerin, Journalistin und Frauenrechtlerin
- Rafael Duque (1893–1969), regimetreuer Jurist und Großgrundbesitzer
- Humberto Delgado (1906–1965), General und Politiker, bedeutender Oppositioneller der Salazar-Diktatur
- Maria Lúcia Vassalo Namorado (1909–2000), Schriftstellerin, Dichterin, Journalistin, Aktivistin und Herausgeberin
- João Alves (1925–2013), Bischof von Coimbra
- José Augusto Torres (1938–2010), Fußballspieler, Nationalspieler bei der WM´66, Nationaltrainer bei der WM´86
- Carlos Cruz (* 1942), Fernsehmoderator, prominentester Name im Casa-Pia-Missbrauchsskandal
- Joana Fartaria (* 1978), Schauspielerin und Theaterregisseurin